# Ртуть (роман)
«Ртуть» (англ. Quicksilver) — історичний роман з елементами фантастики Ніла Стівенсона, опублікований в 2003 році. Є першим томом «Барокового циклу», інші томи якого — «Змішання» і «Система світу» — були видані в 2004 році. Роман отримав премію Артура Кларка і був номінований на премію «Локус» у 2004 році. Книга розбита на три частини: «Ртуть», «Король жебраків» і «Одаліска». У 2006 році кожна з них була випущена окремою книжкою в м'якій обкладинці, щоб полегшити читання 900-сторінкового твору.
Дія книги в основному відбувається в XVII столітті в Англії, Франції та Об'єднаних провінціях, однак містить уривки, дія яких відбувається в XVIII столітті в Массачусетсі. Роман «Ртуть» написаний в різних стилях оповідання, наприклад, у ньому присутні театральні постановки та епістолярний жанр. Роман містить велику кількість дійових осіб. Стівенсон розмістив в романі події, що відбувалися в той період. Він підіймав теми, важливі для історичної науки. Однак деякі деталі: такі як опис міністерства КАБАЛЬ, історичного кабінету Карла II в Англії, були змінені, щоб полегшити долучення до опису вигаданих персонажів. У такому контексті Стівенсоном розглядаються інші теми, такі як теорія пізнання та криптографія.
Сюжет першої та третьої частини розповідає про Даніела Вотерхауза, натурфілософа, товариша молодого Ісаака Ньютона. В цих розділах автор розкриває свої погляди щодо англійської політики та релігії. Друга книга присвячена волоцюзі Джеку Шафто («Король жебраків») та Елізі (колишній полонянці турецького гарему), тому, як вони подорожують через всю Європу, зрештою приїжджаючи до Голландії, де Еліза була втягнута до торгівлі і політики. Дія «Ртуті» відбувається у тому ж вигаданому всесвіті, що і більш ранній роман Стівенсона «Криптономікон», в якому нащадки персонажів «Ртуті» Шафто та Вотерхауз відіграють ключову роль.

## Сюжет

### Ртуть

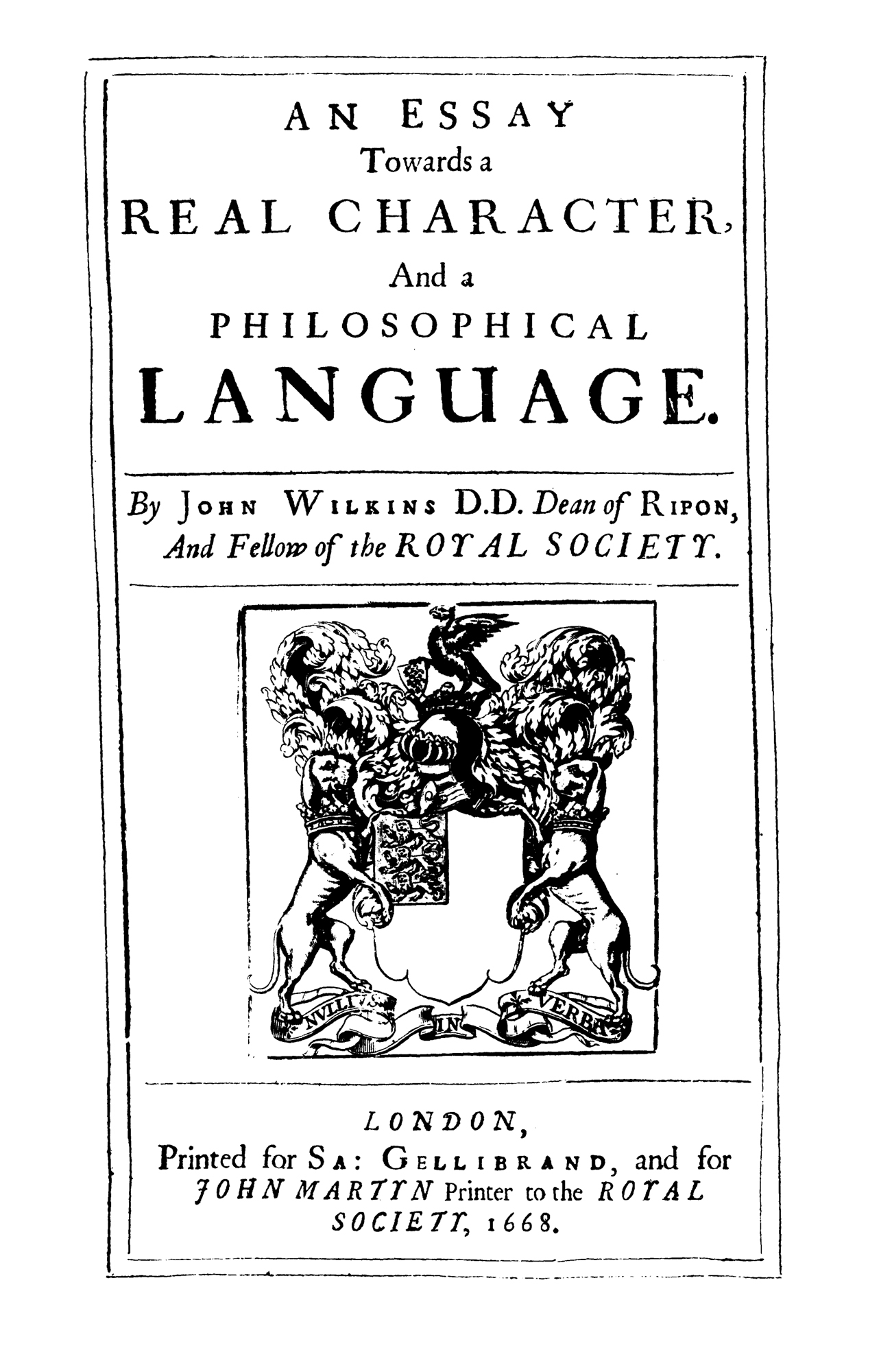
Фронтиспис книги Вілкінса «Досвід з реальної символіки…» (1668)

Перша частина роману являє собою серію ретроспективних сцен з раннього життя Даніеля Вотерхауза (датованих 1713 роком). Роман починається приїздом Еноха Роота в Бостон у жовтні 1713 року, щоб доставити лист Даніелю Вотерхаузу від Кароліна, принцеси Бранденбург-Ансбахської, з проханням до Даніеля повернутися в Лондон, і допомогти у примиренні Ісаака Ньютона і Готфріда Лейбніца. Після того, як Даніель сідає на голландський корабель, щоб перетнути Атлантику, оповідання звертається у минуле, коли Даніель вперше зустрів Ньютона, і описує життя Даніеля між 1661 і 1673 роками.
Навчаючись в Трініті-коледжі, в Кембриджі, Даніель стає товаришем Ньютона і дбає про те, щоб той не нашкодив своєму здоров'ю під час експериментів. Однак чума 1665 року змушує їх розділитися: Ньютон повертається в родинний маєток, а Даніель в Лондон. Швидко втомившись від пуританських промов свого батька Дрейка Вотерхауза, він вирішує відвідати преподобного Джона Вілкінса і Роберта Гука в маєтку Джона Комстока. Там Даніель бере участь у багатьох експериментах, включаючи вивчення зменшення сили тяжіння зі зміною висоти, переливання крові між собаками і спроби Вілкінса створити філософську мову. Проте в якийсь момент Даніель починає відчувати огиду до цих дослідів і відвідує Ньютона під час його експериментів з квітами і білим світлом. Вони намагаються повернутися до Кембриджу, але через чуму знову змушені його залишити. Даніель повертається до батька, але його повернення до Лондона збігається з Великою лондонською пожежею. Дрейк, охоплений релігійним запалом, вмирає на даху свого будинку. Після смерті Дрейка Ньютон і Даніель повертаються в Кембридж, де починають читати лекції. Далі сюжет переносить нас до 1713 року, на борт корабля, який везе Даніеля через Атлантику. Корабель піддається нападу пірата Едварда Тіча (Чорна Борода). І знову сюжет переноситься у минуле, коли Даніель і Ньютон приїжджають до Лондона, де Ісаак потрапляє під зверхність Луї Ангсли, графа Апнорского, а Даніель стає секретарем Королівського товариства. Під час свого перебування в Лондоні Деніель зустрічає ряд важливих осіб того часу. Він стає одним з найбільш видатних членів Королівського товариства товаришує з його членами, бере участь у придворному житті і політиці. У 1672 році Даніель і Ньютон стають членами ради Трініті-коледжу, де вони будують алхімічну лабораторію, яку відвідують інші помітні алхіміки, в тому числі Джон Лок і Роберт Бойль. Даніель переконує Ньютона представити Королівському товариству свою роботу по обчисленню. У 1673 році Лейбніц приїжджає до Лондона, де його зустрічає Даніель і знайомить з важливими членами британського суспільства. Незабаром Роджер Комсток стає покровителем Даніеля і просить того спроєктувати йому особняк. Роджер знайомить його з актрисою Тесс, яка стає коханкою Даніеля. В кінці книги розповідь переноситься назад у 1713 рік, коли корабель Даніеля атакують кілька піратських кораблів. Завдяки тригонометричним розрахункам Даніеля його кораблю вдається уникнути бою з піратами і переплисти через Атлантичний океан.

### Король жебраків

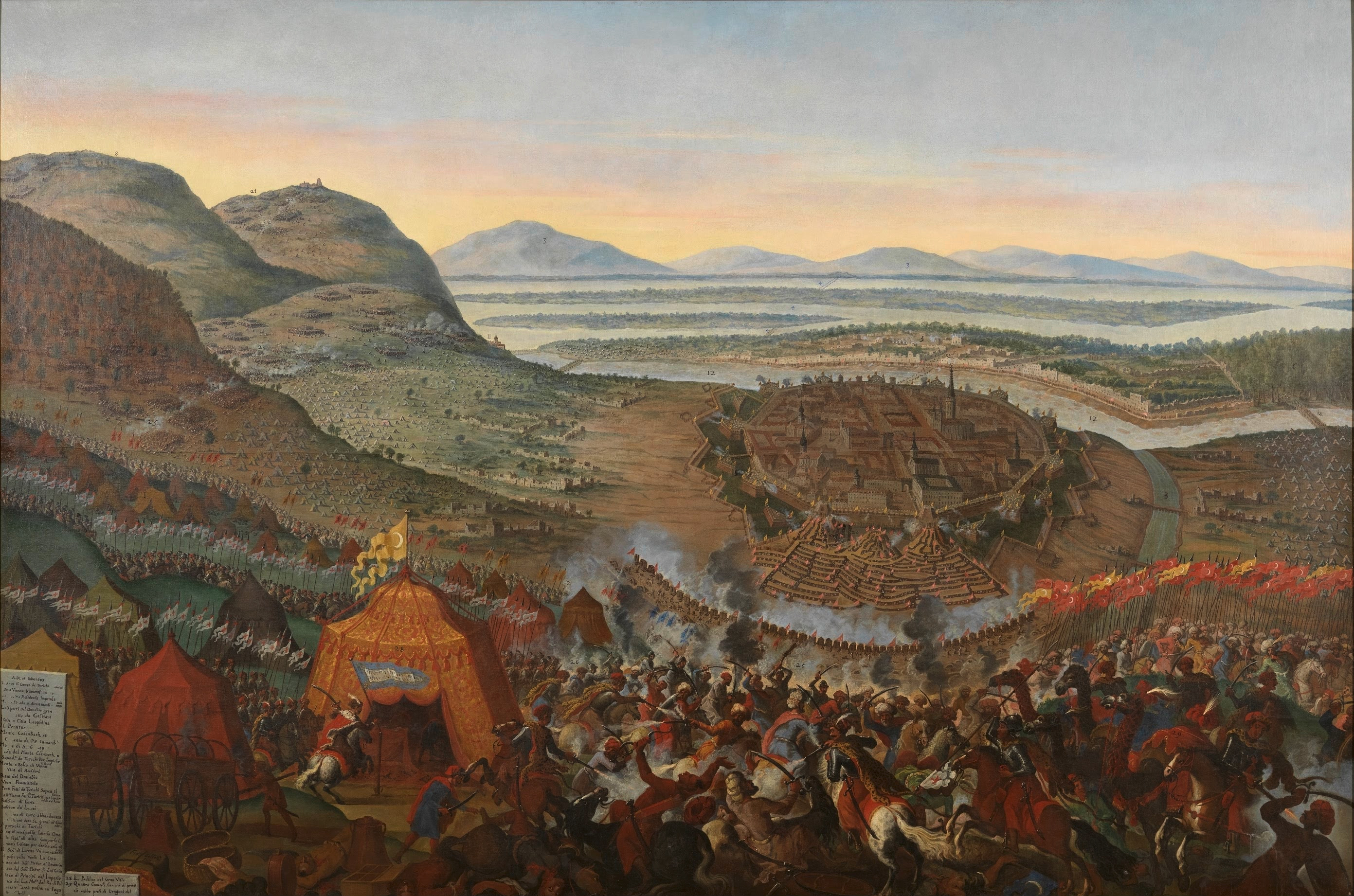
Осада Відня у 1683 році

Друга частина роману, «Король жебраків», оповідає про подорожі Джека Шафто на прізвисько «Куций Хер». Розповідь починається з опису дитинства Джека в нетрях Лондона, про його перші місця праці, включаючи ту, де він разом з братом висів на ногах засуджених до страти, щоб прискорити їх смерть. Далі сюжет переноситься в 1683 рік, коли Джек подорожує по Європі і бере участь в облозі Відня. Під час атаки на турків він звільняє Елізу, рабиню з султанського гарему, яку збиралися вбити яничари. Джек і Еліза вдвох йдуть з табору переможної європейської армії і подорожують через Богемію у Пфальц. Подорожуючи вони потрапляють на весняний ярмарок у Лейпцигу, де зустрічають доктора Лейбніца. Вони приймають пропозицію Лейбніца поїхати на його срібні рудники в Гарцьких горах. По приїзді на рудники Джек вирішує сходити в місцевий містечко і знайти там аптеку. Повертаючись назад, він блукає в лісі і бере участь у ритуалі полювання на відьом. Він успішно тікає від переслідувачів. Еліза і Джек їдуть в Амстердам, де Еліза швидко втягується до торгівлі. Джек, залишивши Елізу, їде в Париж. У Парижі він зустрічає старого знайомого Сент-Джорджа, професійного щуролова, який допомагає йому знайти житло. Живучи в Парижі, він кілька разів доставляє банківські новини в Марсель і назад. Однак, одного разу його схоплюють. По щасливій випадковості колишній роботодавець Джека, Джон Черчилль, рятує його від негайної смерті. За допомогою Черчілля Джек тікає з ув'язнення. Під час втечі він дізнається, що герцог д Аркашон викрав Елізу з матір'ю. У той же час Еліза все більше втягується у політичне життя Амстердама, допомагаючи Ноту Боллструду і герцогу Монмутскому маніпулювати торгами. Це викликає паніку на біржі, що дає їй можливість отримати прибуток. Французький посол в Амстердамі вмовляє Елізу відправитися в Версаль і забезпечити його інформацією про королівський двір. Після недовгих роздумів вона погоджується. По дорозі в Париж її перехоплює Вільгельм Оранський і змушує стати подвійним агентом. У той же час Джек разом з російським торговцем хутрами та англійським власником бару вирушає на кораблі за рабами. По дорозі корабель захоплюють берберські пірати, і Джек стає рабом на галері.

### Одаліска

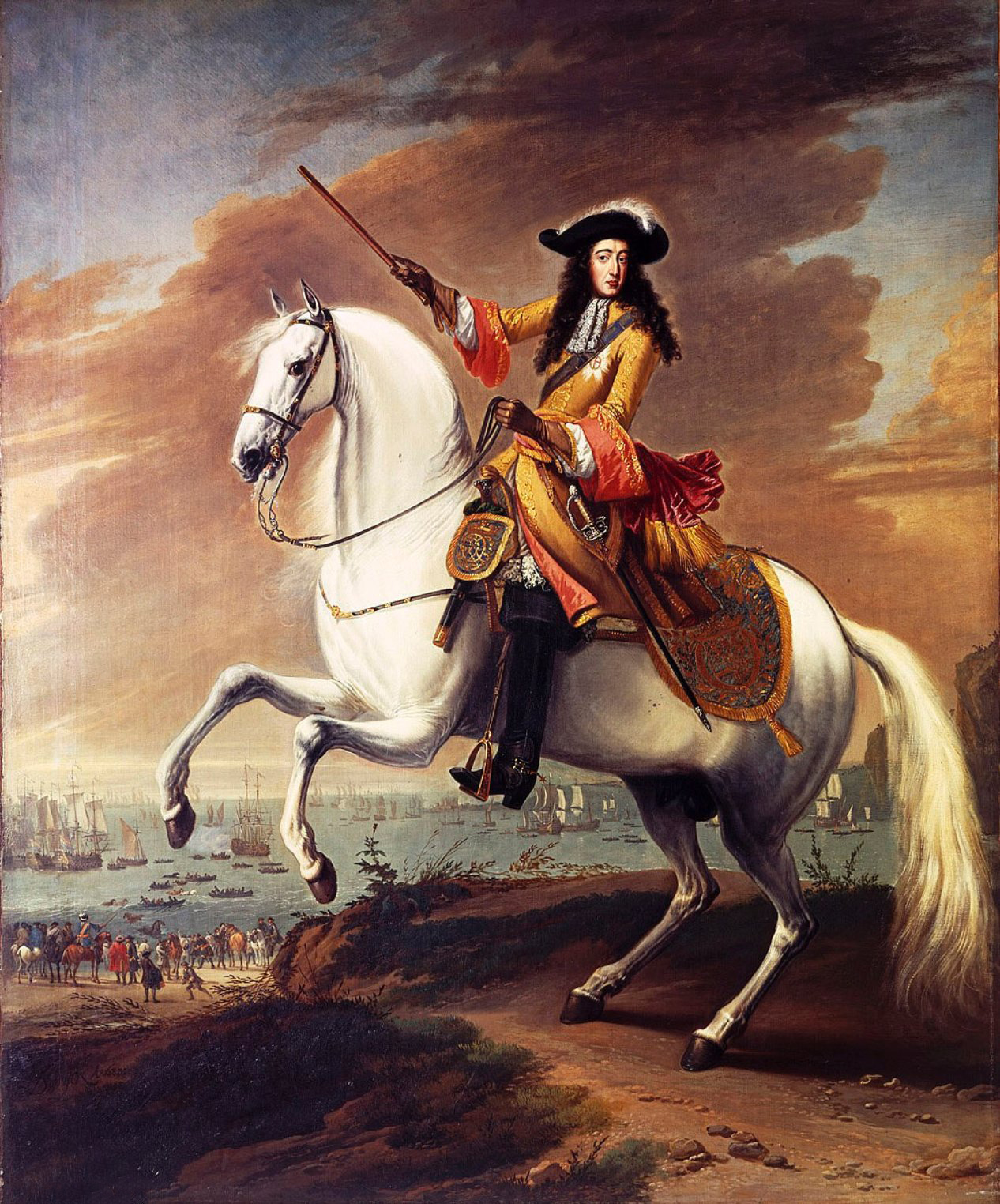
Вільгельм Оранський веде своє військо

Сюжет роману повертається до Даніелю Вотерхауза, який в 1685 році стає придворним Карла II через свою посаду секретаря Королівського товариства. Він попереджає Джеймса II, герцога Йоркського, про швидку смерть його брата, після чого стає радником Джеймса II. Він як і раніше глибоко пов'язаний з англійським двором, забезпечуючи проходження декількох законопроєктів, які знижують обмеження на нонконформістів, незважаючи на наклеп в його бік з боку французького двору. Між тим Еліза стає гувернанткою двох дітей у Версалі. Вона привертає увагу короля і стає торговим агентом французької знаті. З її допомогою французький двір за підтримки короля Людовіка створює кілька тенденцій на ринку, завдяки яким вона отримує великий прибуток. Її активна участь у придворному житті приносить їй дворянський титул графині де ля Зер. Даніель та Еліза зустрічаються під час візиту Вотерхауза до Голландії, куди Даніель доставляє листи підтримки англійської знаті Вільгельму Оранському. Там він зустрічає також Ніколя Фатіо. Незабаром після цього Еліза і Фатіо рятують Вільгельма Оранського від викрадення, організованого французами. Після повернення Даніеля до Лондона його заарештовують і садять в Тауер. За допомогою брата Джека Шафто, йому вдається втекти з в'язниці. Після короткого повернення в Версаль, незадовго до початку вторгнення французької армії в Пфальц, Еліза приєднується до Єлізавети Шарлоти Пфальцької в її маєтку. Еліза повідомляє Вільгельму Оранскому про передислокацію французьких військ від кордону з Голландією у зв'язку з нападом на Пфальц, що дозволяє тому використовувати війська, розташовані в Іспанських Нідерландах. Під час своєї поїздки через Пфальц Еліза вагітніє від криптографа короля Луї, проте, за чутками, батько дитини Етьєн д Аркашон. У той же час Вільгельм із військами, що звільнилися, вторгся до Англії і бере участь у Славній революції. Джеймс покидає Лондон. Розуміючи, що правління династії Стюартів закінчилося, Даніель повертається до Лондона і мстить Джеффрису, допомагаючи зловити його для суду і наступної страти. Хоча він планує відправитися в Массачусетс, але здоров'я його різко погіршується через камені в сечовому міхурі. Королівське товариство, його друзі і члени сім'ї дуже стурбовані цим, тому його хитрістю заманюють в Бедлам, де Роберт Гук проводить операцію з видалення каменів.

## Персонажі

### Основні персонажі
- Енох Роот — загадковий алхімік, який вперше з'являється на початку роману.
- Даніель Вотерхауз — син видатного пуританина Дрейка Вотерхауза, сусід по кімнаті Ісаака Ньютона, товариш Готфріда Лейбніца та член Королівського товариства.
- «Куций Хер» Джек Шафто — англійський бродяга, відомий як «Король жебраків». Врятував Елізу з турецького гарему і став ворогом герцога д ' Аркашона.
- Еліза — уродженка острова Йглм, колишня рабиня, яка стає французькою придворною дамою, інвестором, а також шпигуном Вільгельма III Оранського і Готфріда Лейбніца. Пізніше одержує титули графиня де ля Зер від Людовіка XIV і герцогиня Йглмская від Вільгельма Оранського.

### Історичні персонажі

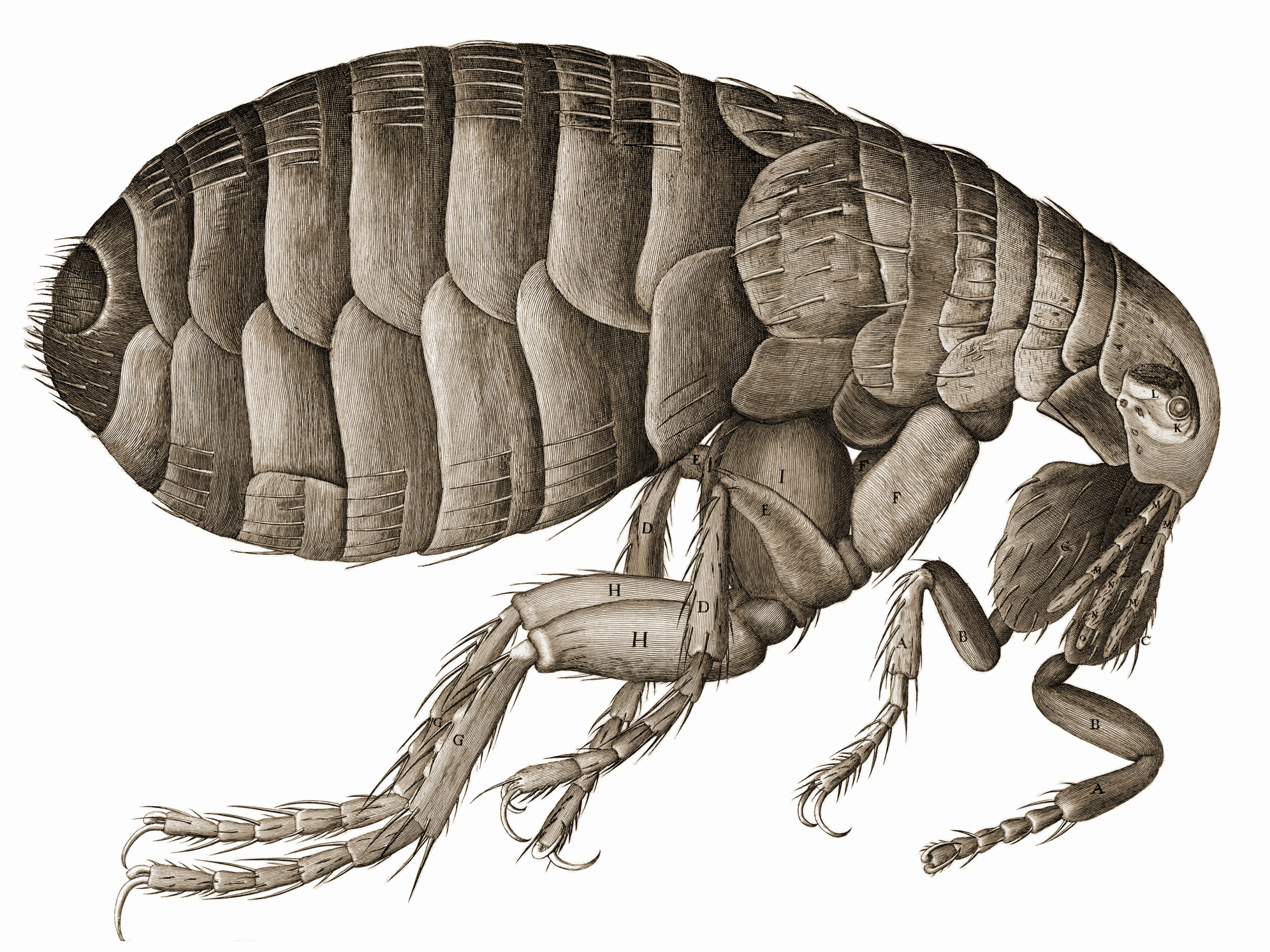
Зображення з книги Роберта Гука «Micrographia», яке також є ілюстрацією в романі

- Роберт Бойль — англійський натурфілософ
- Кароліна Бранденбург-Ансбахська — дочка Елеонори, принцеса Саксен-Айзенахської
- Джон Черчілль — колишній роботодавець Джека і британський політик
- Ніколя Фатіо — швейцарський математик
- Суддя Джеффріс — Верховний суддя, а потім і Лорд-канцлер
- Роберт Гук — англійська натурфілософ і біолог
- Християн Гюйгенс — континентальний натурфілософ
- Готфрід Лейбніц — німецький натурфілософ, творець диференціального та інтегрального числення
- Людовик XIV — король Франції
- Ісаак Ньютон — англійський натурфілософ і алхімік
- Генрі Ольденбург — член-засновник і секретар Лондонського королівського товариства
- Бонавантюр Россіньоль — французький криптограф
- Джеймс Скотт, 1-й герцог Монмут — незаконнонароджений син Карла II
- Яків Стюарт — як герцог Йоркський і Яків II Стюарт, король Англії
- Едвард Тіч як Чорна борода
- Джон Вілкінс — єпископ Честерський, член-засновник Лондонського королівського товариства і прихильник релігійної толерантності в Британії
- Вільгельм III Англійський як Вільгельм, принц Оранський

## Історія створення
Під час написання Стівенсоном «Криптономікона» він читав книгу Джорджа Дайсона «Darwin Amongst the Machines». Ця книга породила в ньому інтерес до обчислювальних машин Готфріда Лейбніца, ворожнечі між Лейбніцем та Ньютоном, праці Ньютона в королівському казначействі, та надихнула його на написання книги про цей час. Спочатку він планував включити її в «Криптономікон», але пізніше вирішив використовувати ці матеріали як основу нового роману «Ртуть» — першої книги «Барокового циклу» Щоб не заплутатися у великій кількості персонажів, Стівенсон використав спеціальну систему записних книжок, куди він записував сюжетні ходи і матеріали, виявлені в процесі роботи.

## Історичність
У романі «Ртуть» Стівенсон помістив предків персонажів «Криптономікона» в епоху Просвітництва разом з історичними постатями епохи Реставрації і Просвітництва. Серед персонажів присутні найбільш видатні натурфілософи, математики і вчені, а також політики того часу. В інтерв'ю Стівенсон пояснював, що він навмисно помістив в роман як історичні, так і вигадані особистості, як справжніх представників історичних класів, таких як волоцюг в особі Джека і рабів в особі Елізи. При створенні персонажів він вивчив найбільш авторитетні праці про ту епоху . Стівенсон добре вивчив епоху Просвітництва. У ході своїх досліджень він зазначив історичні невідповідності щодо персонажів того періоду, який він розглядав. Найбільш яскравим з них було обожнювання Ньютона, Лока і Бойля і їх наукових методів вченими епохи Просвітництва і Вікторіанської епохи. Зі своїх досліджень він зробив висновок, що Просвітництво в основному «є суперечливою епохою, оскільки, хоча вона і привела до розквіту науки і політичних свобод і багатьох інших хороших речей, в тому ж дусі, можна також стверджувати, що вона зіграла свою роль у французькій революції і в деяких негативних подіях того часу».  Зображення заплутаної і невизначеної епохи розвивається протягом всієї книги. Деякі критики зауважують, що Стівенсон іноді заходить надто далеко у намаганнях донести своє розуміння цієї епохи, сильно вдаючись в подробиці і описуючи безліч дрібних деталей. Нік Хастед, оглядач щоденної британської газети " Індепендент, написав, що в його дослідженнях «опис Лондона епохи Реставрації здається важким, а інтелектуальні дискурси між Ньютоном і його сучасниками — надто сухими». Незважаючи на ретельний опис епохи, Стівенсон вільно обхотиться з фактами в зображенні епохи Просвітництва. Як головні, так і другорядні вигадані персонажі стають видатними членами суспільства, дають поради найбільш впливовим людям тієї епохи і впливають на всі сфери суспільства: від політики до економіки і науки. Наприклад, він заново заселяє Міністерство КАБАЛЬ вигаданими персонажами.

## Жанр
«Ртуть» написана в жанрі історичної фантастики з елементами фентезі та наукової фантастики. Марк Сандерсон з Daily Telegraph і Стів Пул із The Guardian описують «Ртуть» як роман шахрайського жанру, поширеного у XVII і XVIII століттях у Європі Текст пронизує гумор, як у ситуаціях, так і в мові оповідання, що імітує плутовський стиль.
Розповідь часто містить тривалі відступи. Ці відступи спостерігають за безліччю подій та питань, пов'язаних з історією, філософією та науковими проблемами. Автор використовує розповіді як від першої, так і від третьої особи, а також використовує стилі написання, як знайомі сучасним читачам, так і популярні на початку Нового часу. Ці методи включають в себе листи, драму, криптографічні повідомлення, родоводи і «більш цікаві виноски, ніж у багатьох наукових роботах».
У романі Стівенсон часто використовує побудову речень і правопис XVII століття. Загалом це проявляється у використанні курсиву і прописних літер В романі зустрічаються як анахронізми, так і адаптації сучасних понять тієї епохи. Наприклад, автор використовує вираз «canal rage» як алюзію на сучасне поняття «road rage» (рос. агресивна поведінка на дорозі). Стівенсон вирішив повністю не адаптувати мову того часу, замість цього він дозволив цій мові, коли це необхідно, увійти в його письмову мову, часто звертаючись до сучасної англійської для ідей, знайомих сучасним читачам. Стівенсон сказав: «Я ніколи не намагався підтримувати ілюзію того, що я буду писати про те, що не залишило слідів 20-го чи 21-му»

## Деякі теми
У 2003 році в інтерв'ю журналу Newsweek Стівенсон сказав, що вірить у те, що «наукова фантастика…це фантастика, де ідеї відіграють важливу роль». У «Ртуті» важливу роль відіграє епоха Відродження. Помістивши читача до світу ідей, які змінюють хід науки, Стівенсон досліджує розвиток наукового методу. Одна з тем, яку він досліджує в «Ртуті», — розвиток математичних наук, які, в свою чергу, призводять до важливих додатків. Так, теорія двійкового обчислення Лейбніца стала основою для розвитку комп'ютерів Повертаючись до свого кіберпанківського коріння, він звертає увагу на те, як інформація та ідеї поширюються в суспільстві. Для створення історичного тла у «Ртуті» сплетені філософія, палацові інтриги, економіка, війни, чума і природні катастрофи кінця XVII — початку XVIII століття. З одного боку, герої є «носіями інформації», в той же час персонажі використовують різні технології для приховування інформації, найбільш відомою з яких є криптографія. Оглядач USA Today Елізабет Вейс написала, що використання криптографії є «літературної візитною карткою Стівенсона». У «Ртуті» підкреслюється важливість свободи думки, різноманітності, необхідної для розвитку ідей, і те, як з'являються нові ідеї. На початку XVII століття наукові дослідження або нові ідеї, такі як теорія гравітації, могли принести погану славу або навіть покарання. Стівенсон також вказує, що дослідження, особливо ті, що проводилися в Королівському суспільстві, привели в деяких випадках до зміни поглядів. Ще одна важлива тема роману — як існувати в «часи дуалізму». Особливо це стосується Даніеля Вотерхауза, у якого відбувається розрив понять: «розум проти віри, свобода проти долі, матерія проти математики».

## Відгуки та критика
В цілому роман отримав позитивні відгуки. Однак деякі оглядачі відзначили занадто великий обсяг роману, в той час як інші позитивно висловлювалися про це. Пол Ботін з Slate Magazine у своєму відгуку написав, що «Ртуть» пропонує розуміння того, наскільки передовою і складною була наука в епоху «алхіміків і винахідників мікроскопів», а також, що вчені того часу були «провісниками вчених біо — і нанотехнологій, які, на сьогоднішній день, вважаються ІТ-вундеркіндами» поставило «Ртуті» оцінку A −, написавши, що книга «змушує нас замислитись над концепціями і теоріями, про яких ви спочатку думали, що ніколи їх не зрозумієте». Критики знайшли паралель між підходом Стівенсона і епізодом з книги, де описувалася спроба перевести «все людське знання… у величезну енциклопедію, яка буде зразок машини, щоб не тільки знаходити старе знання, але отримувати нове» The Independent зробило акцент на порівняння роману з раннім романом Стівенсона «Криптономикон», зазначивши, що "роман обіцяє бути набагато більш вражаючим, ніж більшість так званої серйозної фантастики. Такого ерудованого, інтелектуально провокаційного романа не було з часів «Ім'я рози». Патрік Несс вважає, що «це не книга, це місце, куди треба переміститися і ростити дітей». Його огляд присвячений темі матеріального миру і гумору, властивого «Ртуті». Марк Сандерсон назвав роман «дивовижним досягненням», порівнявши «Ртуть» з романами Томаса Пінчона «Мейсон і Діксон» і Лоуренса Норфолка «Словник Ламприера». Поллі Шульман з The New York Times знайшла роман надзвичайно складним, однак читабельним. Вона зазначає, що складні і громіздкі діалоги між персонажами відволікають від суті. Вона вважає, що отримати повне задоволення від романа можна тільки в контексті інших романів «Барокового циклу», і порівнює його з роботами Дороті Даннетт, Вільяма Гібсона, Брюса Стерлінга, назвавши роман «історією наукової фантастики». Едвард Ротстейн у своєму огляді зазначає, що масштаб романа часом шкодить йому: «На жаль, у цьому белетристичному котлі іноді здається, що пари ртуті поглинають самого автора, як ніби кожна деталь, яку він вивчив на уроках, повинна бути внесена в текст». Він вважає роман «продовженням експерименту», хоча історичний фон переконливий. Деборі Фридель з The New Republic роман загалом не сподобався. У своєму відгуку вона згадує погані письменницькі здібності Стівенсона і відсутність у нього знань літературних традицій, тому що «найбільший вплив на роботу Стівенсона надали комікси і мультфільми». Їй не сподобалися його використання анахронізмів і загальний підхід до історичної літератури. Німецьке видання Frankfurter Allgemeiner у своєму огляді зазначає, що в історичний період, описаний у «Ртуті», відбувалося зародження науки, що супроводжувалося становленням англійської мови як мови науки. Огляд також звертає увагу на принципи Лейбніца, які Стівенсон описав як основу для створення сучасної обчислювальної техніки. Володимир Пузій в журналі «Світ фантастики» назвав роман одним з найкращих, прочитаних ним за останні роки. Він зазначив приголомшливу майстерність автора в описах пейзажів, побудові діалогів і викладі політичних ігор того часу, а також ерудицію Стівенсона. Окремо він звертає увагу на загадки, розкидані по всьому роману. У висновку Пузій пише: «„Ртуть“ — насамперед захоплююча, майстерно написана історія становлення європейської науки, історія про живих людей, які намагалися зірвати яблуко з Дерева Пізнання». Олександр Гаррос з журналу «Експерт» написав, що «Ртуть» описує становлення сучасної західної цивілізації, фокусуючись на одній з важливих тимчасових точок.

## Видання
Ґрунтуючись на успіху «Криптономікона», проданого тиражем понад 300 000 примірників, перше видання «Ртуті» вийшло накладом 250 000 примірників. За 5 місяців до початку продажів в інтернеті пройшла рекламна кампанія книги. Спочатку роман був випущений однією книгою, але в 2006 році видавництво HarperCollins перевидав книгу трьома окремими томами в м'якій обкладинці.

## Оригінальні видання
- Neal Stephenson. Quicksilver. — US. — William Morrow, 23 вересня 2003. — 944 с. — ISBN 0-380-97742-7., тверда обкладинка (перше видання)
- Neal Stephenson. Quicksilver. — UK. — Willian Heinemann, 2 жовтня 2003. — 927 с. — ISBN 0-434-00817-6., тверда обкладинка
- Neal Stephenson. Quicksilver. — UK. — Willian Heinemann, 2003. — 927 с. — ISBN 0-434-00893-1., м'яка обкладинка
- Neal Stephenson. Quicksilver. — US. — William Morrow, 1 червня 2004. — 968 с. — ISBN 0-06-059933-2., тверда обкладинка (спеціальне видання)
- Neal Stephenson. Quicksilver. — US. — HarpeCollins Perennial, 21 вересня 2004. — 927 с. — ISBN 0-06-059308-3.,видання для широкої публіки
- Neal Stephenson. Quicksilver. — US. — HarperColllins, жовтень 2004. — ISBN 978-0-06-072161-9., CD, скорочена аудіокнига, 22 година 1 хвилина, озвучена Сімоном Пребблем и Стайной Нільсон
- Neal Stephenson. Quicksilver. — US. — HarperColllins, листопад 2004. — ISBN 978-0-06-081804-3., MP3 випуск скороченого аудио CD
- Поділена на 3 томи в 2006 році:
  - Neal Stephenson. Quicksilver. — US. — HarpeCollins, січень 2006. — 480 с. — ISBN 978-0-06-083316-9., книга в паперовій обкладинці для масового ринку
  - Neal Stephenson. The King of the Vagabonds. — US. — HarpeCollins, лютий 2006. — 400 с. — ISBN 978-0-06-083317-6., книга в паперовій обкладинці для масового ринку
  - Neal Stephenson. Odalisque. — US. — HarpeCollins, березень 2006. — 464 с. — ISBN 978-0-06-083318-3., книга в паперовій обкладинці для масового ринку

## Премії и номінації
| Рік  | Нагорода                    | Категорія                            | Результат |
| ---- | --------------------------- | ------------------------------------ | --------- |
| 2004 | Премія Артура Кларка        |                                      | Перемога  |
| 2004 | Локус                       | Найкращий науково-фантастичний роман | Номінація |
| 2007 | Світ фантастики, Итоги 2007 | Найкраща книга                       | Перемога  |